# Каррара, Якопо I да
Якопо I да Каррара (Jacopo I da Carrara) (ум. 1324) — первый правитель Падуи из династии Каррара (1318—1319).

## Биография
Представитель партии гвельфов. В конце июля 1318 года перед лицом угрозы со стороны гибеллинов избран защитником, протектором и пожизненным губернатором Падуи.
Проводил политику умиротворения и разрешил вернуться в Падую многим изгнанным из неё гибеллинским семьям.
Выслал из города поэта Альбертино Муссато, несогласного с отменой республиканской формы правления.
В 1319 году Кангранде I делла Скала осадил Падую и в обмен на отвод своих войск потребовал от Якопо I да Каррара отречься. Тот сложил в ноябре того же года свои полномочия.
Чтобы не быть захваченными Вероной, падуанцы присягнули на верность императору Фридриху III Австрийскому. Тот перепоручил Падую своему брату герцогу Генриху Каринтийскому, который управлял городом через назначенных им подеста. В 1322 году Генрих Каринтийский попал в плен в битве при Мюльдорфе, и его власть над Падуей стала номинальной.
Таким образом, Падуя была ограждена от притязаний Скалигеров, и Якопо I да Каррара остался её фактическим правителем.
Он был женат на Анне (ум. 1321), дочери венецианского дожа Пьетро Градениго и его жены Томазины Морозини. Единственный ребёнок — дочь:
- Таддеа да Каррара, с 1328 года жена Мастино II делла Скала.